# Petinomys mindanensis
Petinomys mindanensis is een eekhoorn uit het geslacht Petinomys die voorkomt op de Filipijnse eilanden Mindanao, Dinagat en Siargao (Groot-Mindanao). Deze soort werd voorheen tot P. crinitus gerekend, maar is groter en heeft een ronde, in plaats van afgeplatte, staart. Deze kenmerken zijn afgeleid van het paratype, omdat het holotype tijdens de Tweede Wereldoorlog vernietigd is. P. mindanensis werd oorspronkelijk als een soort van Hylopetes beschreven. De typelocatie ligt in Gingoog City in de provincie Misamis Oriental op Mindanao. Er is een synoniem, nigricaudus Sanborn, 1954. Deze soort komt voor in laaglandregenwoud van 500 tot 1600 m hoogte.